# Bian (Huan)
Kaiserin Biàn (chinesisch 卞皇后, Pinyin Biàn Buánghòu, Geburtsname unbekannt) war eine chinesische Kaiserin der Wei-Dynastie zur Zeit der Drei Reiche. Ihr Gemahl war Cao Huan (Kaiser Yuan), der letzte Kaiser der Wei-Dynastie. Sie war eine Enkelin von Bian Bing, dem Schwager von Cao Cao und Bruder der Kaiserinmutter Bian.
Cao Huan heiratete Bian im Jahre 263, als er 17 Jahre alt war. Bians Alter ist unbekannt. Es gibt keine Aufzeichnungen ihrer weiteren Aktivität, da ihr Gemahl unter der festen Kontrolle von Sima Zhao stand. Über ihr Leben nach der Abdankung Cao Huans zu Gunsten von Sima Yan gibt es ebenfalls keine Aufzeichnungen. Da ihr Gemahl zum Prinzen von Chenliu ernannt wurde, war sie vermutlich Prinzessin von Chenliu. Nach ihrem Titel erhielt sie einen postumen kaiserlichen Titel, dessen Lautung jedoch nicht erhalten ist.
| Vorgänger | Amt                                    | Nachfolger |
| --------- | -------------------------------------- | ---------- |
| Bian      | Kaiserin von China (Norden) 263–265    | Yang Yan   |
| Zhang     | Kaiserin von China (Südwesten) 263–265 | Yang Yan   |

| Personendaten    | Personendaten             |
| ---------------- | ------------------------- |
| NAME             | Bian                      |
| ALTERNATIVNAMEN  | Biàn                      |
| KURZBESCHREIBUNG | Kaiserin der Wei-Dynastie |
| GEBURTSDATUM     | 3. Jahrhundert            |
| GEBURTSORT       | Kaiserreich China         |
| STERBEDATUM      | 3. Jahrhundert            |
| STERBEORT        | Kaiserreich China         |